# 104698 Alvindrew
104698 Alvindrew este o planetă minoră (asteroid), cu un diametru de 1,224 km, din centura de asteroizi. A fost descoperită pe 10 aprilie 2000 la Observatorul Național Kitt Peak de Marc Buie⁠(d). 
Obiectul prezintă o orbită caracterizată de o semiaxă mare de 2,3723969337785 UAi, o excentricitate de 0,21358480432015, o înclinație de 6,3527828834599 ° în raport cu ecliptica.